# Savonkaita
Savonkaita är en sjö i Finland. Den ligger i kommunen Ruokolax i landskapet Södra Karelen, i den sydöstra delen av landet, 250 km nordost om huvudstaden Helsingfors. Savonkaita ligger 98,2 meter över havet. Den är 17,46 meter djup. Arean är 1,79 kvadratkilometer och strandlinjen är 15,22 kilometer lång. Sjön  ingår i Vuoksens huvudavrinningsområde.   Den ligger vid sjön Ihalanjärvi. I omgivningarna runt Savonkaita växer i huvudsak blandskog.